# Solva similis
Solva similis är en tvåvingeart som först beskrevs av Enrico Adelelmo Brunetti 1923.  Solva similis ingår i släktet Solva och familjen lövträdsflugor. Inga underarter finns listade i Catalogue of Life.